# Brampton Assembly
Brampton Assembly is een autofabriek van Chrysler in Brampton (Ontario) in Canada. De fabriek werd in 1986 geopend door American Motors onder de naam Bramalea Assembly. Het was toen een hypermoderne site die was gebouwd voor de productie van de Eagle Premier. Toen AMC in 1987 werd overgenomen kwam de fabriek mee in handen van Chrysler. In 1991 werd vlakbij Brampton Satellite Stamping geopend. Een jaar later begon de fabriek modellen op basis van het L/H-platform te bouwen. In 1998 werd de fabriek samen met de rest van Chrysler opgenomen in DaimlerChrysler. In 2007 gingen Daimler en Chrysler weer uiteen en toen Chrysler in 2009 failliet ging werd de fabriek mee overgenomen door het nieuwe Chrysler Group LLC. Door het faillissement lag de fabriek stil van 1 mei 2009 tot 2010.
In 1960 had AMC reeds een assemblagefabriek geopend in de regio die de naam Brampton Assembly droeg. Die fabriek werd door Chrysler gesloten in 1992.
Brampton Assembly is de grootste werkgever in de stad Brampton. Daarnaast heeft de site ook een van de hoogste percentages vrouwelijke werknemers in de Noord-Amerikaanse assemblageindustrie. In de jaren 1980 werkte de fabriek met één shift. In de jaren 1990 schakelde men over op drie shifts. Na de overname werd de derde shift door het herstructureringsplan van DaimlerChrysler geschrapt. In 2005 werd de derde shift opnieuw ingevoerd toen de nieuwe Dodge Charger aan de fabriek werd toegewezen. Eind 2007 werd de Magnum stopgezet en in 2008 begon de productie van de nieuwe Dodge Challenger.

## Gebouwde modellen
| Afbeelding | Model(len)                       | Periode   |  | Afbeelding | Model(len)          | Periode   |
| ---------- | -------------------------------- | --------- |  | ---------- | ------------------- | --------- |
|            | Eagle Premier                    | 1988-1992 |  |            | Dodge Monaco        | 1990-1992 |
|            | Chrysler Concorde Dodge Intrepid | 1993-2004 |  |            | Eagle Vision        | 1993-1997 |
|            | Chrysler LHS                     | 1994-2001 |  |            | Chrysler New Yorker | 1994-1996 |
|            | Chrysler 300M                    | 1999-2004 |  |            | Dodge Magnum        | 2005-2008 |
|            | Chrysler 300                     | 2005+     |  |            | Dodge Charger       | 2006+     |
|            | Dodge Challenger                 | 2008+     |  |            | Lancia Thema        | 2011+     |

## Productiecijfers
- 1988: 59.068
- 1989: 33.904
- 1990: 24.676
- 1991: 18.133
- 1992: 50.660
- 1993: 256.754

- 1994: 256.211
- 1995: 188.782
- 1996: 238.965
- 1997: 204.137
- 1998: 300.866
- 1999: 338.921

- 2000: 291.884
- 2001: 198.965
- 2002: 201.723
- 2003: 140.642
- 2004: 209.045
- 2005: 318.536

- 2006: 314.161
- 2007: 273.285
- 2008: 210.704
- 2009: 121.715
- 2010: 163.257
- 2011: 194.631